# Dosso del Liro
Dosso del Liro (lombardul: Dòss) település Olaszországban, Lombardia régióban, Como megyében. Lakosainak száma 238 fő (2023. január 1.). Dosso del Liro Gravedona ed Uniti, Peglio, Cama, Graubünden kanton, Grono, Livo és Roveredo (GR) községekkel határos.

## Népesség
A település lakossága az elmúlt években az alábbi módon változott:
| Lakosok száma | 260  | 262  | 238  |
|               | 2017 | 2018 | 2023 |